# Ibarra (Michoacán)
Ibarra es una localidad del estado mexicano de Michoacán. Es parte del municipio de Briseñas.

## Demografía
| Gráfica de evolución demográfica |
|                                  |

| Censo | Población |
| ----- | --------- |
| 1900  | 654       |
| 1910  | 1 444     |
| 1921  | 774       |
| 1930  | 781       |
| 1940  | 1 199     |
| 1950  | 1 337     |
| 1960  | 1 840     |
| 1970  | 1 760     |
| 1980  | 1 706     |
| 1990  | 1 957     |
| 2000  | 1 741     |
| 2010  | 1 799     |
| 2020  | 1 789     |